# Sarah Bok
Sarah Bok (* um 1985) ist eine englische Badmintonspielerin. 

## Karriere
Sarah Bok gewann 2004 bei den englischen Einzelmeisterschaft der Junioren den Titel im Mixed mit Robin Middleton. 2005 siegte sie bei den Irish Open im Damendoppel mit Jenny Wallwork, 2006 im Doppel mit Suzanne Rayappan bei den Slovak International.

## Sportliche Erfolge
| Saison | Veranstaltung                             | Disziplin   | Platz | Partner/in       |
| ------ | ----------------------------------------- | ----------- | ----- | ---------------- |
| 2004   | England: Einzelmeisterschaft der Junioren | Mixed       | 1     | Robin Middleton  |
| 2005   | Irish Open                                | Damendoppel | 1     | Jenny Wallwork   |
| 2006   | Slovak International                      | Damendoppel | 1     | Suzanne Rayappan |

## Referenzen
- Sarah Bok beim Badminton-Weltverband

| Personendaten    | Personendaten                |
| ---------------- | ---------------------------- |
| NAME             | Bok, Sarah                   |
| KURZBESCHREIBUNG | englische Badmintonspielerin |
| GEBURTSDATUM     | um 1985                      |